# Plecoptere
Plecopterele (Plecoptera, de la plecos = rețea; pteron = aripă) sau perlidele (Perlaria) este un ordin de insecte aeriene primitive întâlnite în preajma apelor. Sunt slab zburătoare. Larvele și nimfele sunt acvatice. Ordinul cuprinde peste 2000 de specii. Prezintă importanță, fiindcă intră în hrana naturală a peștilor.

## Descrierea
Ca mărime și oarecum ca înfățișare, perlidele seamănă întrucâtva cu efemeridele (efemeropterele) cu care, filogenetic, sunt și înrudite îndeaproape. Au însă numai cerci codali lungi și le lipsește paracercul.
Plecopterele sunt de tip ortopteroid, cu tegumentul moale și corpul cu segmentație bine vizibilă. 
Capul plecopterelor este ortognat și lățit, turtit dorso-ventral ca și restul corpului și înzestrat cu două antene filiforme, setiforme, lungi și doi ochi mari laterali, dispuși aproape de marginea posterioară a capului. Pe cap există și trei oceli. Aparatul bucal, pentru rupt și mestecat, este slab dezvoltat la adult, cu piesele slab chitinizate, nefuncționale, deoarece multe specii adulte nu se hrănesc. 
Toracele este format din segmente masive homonome, egal dezvoltate, libere. Protoracele este mare, de formă patrulateră. Toracele la unele specii este prevăzut la baza picioarelor cu filamente branhiale simple sau dispuse în tufe. Picioarele sunt deplasate pe marginea toracelui.
Aripile plecopterelor sunt mai lungi decât corpul și stau culcate înapoi peste abdomen. Aripile anterioare sunt mai înguste decât cele posterioare. Aripile posterioare sunt mult mai late, prin dezvoltarea puternică a câmpului jugal, formând un adevărat lob anal, care în repaus stă strâns în falduri longitudinale. În rare cazuri acest câmp jugal este redus sau lipsește cu totul. Nervațiunea aripilor este bogată, deasă în rețea (care le-a atras și numirile de plecoptere), mai evoluată decât la efemeroptere și odonate, cu care se aseamănă în unele privințe. Nervația aripilor este destul de variabilă și caracteristice sunt nervurile dese transversale. 
Abdomenul este greoi, format din 10 segmente, din care ultimul segment poartă o pereche de cerci codali lungi, pluriarticulați, paracercul lipsește.
Culoarea corpului adulților este în general închisa: fumurie-brunie, neagră, cenușie - colorit de tip homocrom.

## Distribuția geografică
Se cunosc peste 2000 de specii, răspândite pe tot globul, dar mai cu seamă în zonele temperate.
În România plecopterele sunt destul de comune în preajma apelor din zonele de deal și de munte: genurile Perla, Isogenus, Perlodes, Chloroperla, Nemura, etc. 

## Biologie și ecologie

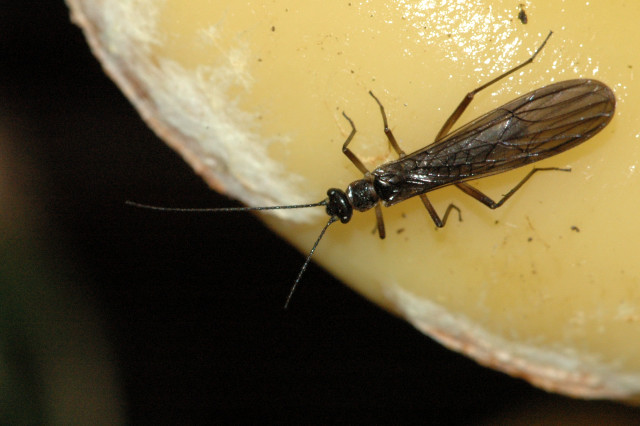
Nemoura cinerea

Adulții plecopterelor zboară, în general, greu; ei se întâlnesc cam prin aceleași locuri unde trăiesc și larvele, fie în locuri muntoase cu ape reci și repezi, fie în locuri de câmpie cu ape stătătoare (Nemura, mai ales). Adulții evită lumina multă, ca și efemeropterele. Adulții își petrec ziua ascunși în vegetația de pe malurile apelor zburând seara și în timpul nopții. Sunt forme ce se întâlnesc iarna, ca multe Capniidae, sau primăvara, ca specii de Perlodes, altele vara, ca specii de Perla, sau chiar în tot timpul anului, ca specii de Leuctra. 
Viața adulților este scurtă, din acest punct de vedere asemănându-se cu efemeropterele și durează de la 3 săptămâni, ca la unele specii de Perla, până la 9 săptămâni, ca la speciile de Isogenus, sau chiar 25 de săptămâni, ca la unele specii de Leuctra. 

## Hrana
Ca adulți, unele specii nu se hrănesc de loc, alte specii se hrănesc cu alge unicelulare sau chiar cu frunze tinere de plante fanerogame. Se cunosc chiar specii care au atacat mugurii florilor de la arbori fructiferi din America.

## Larvele și nimfele

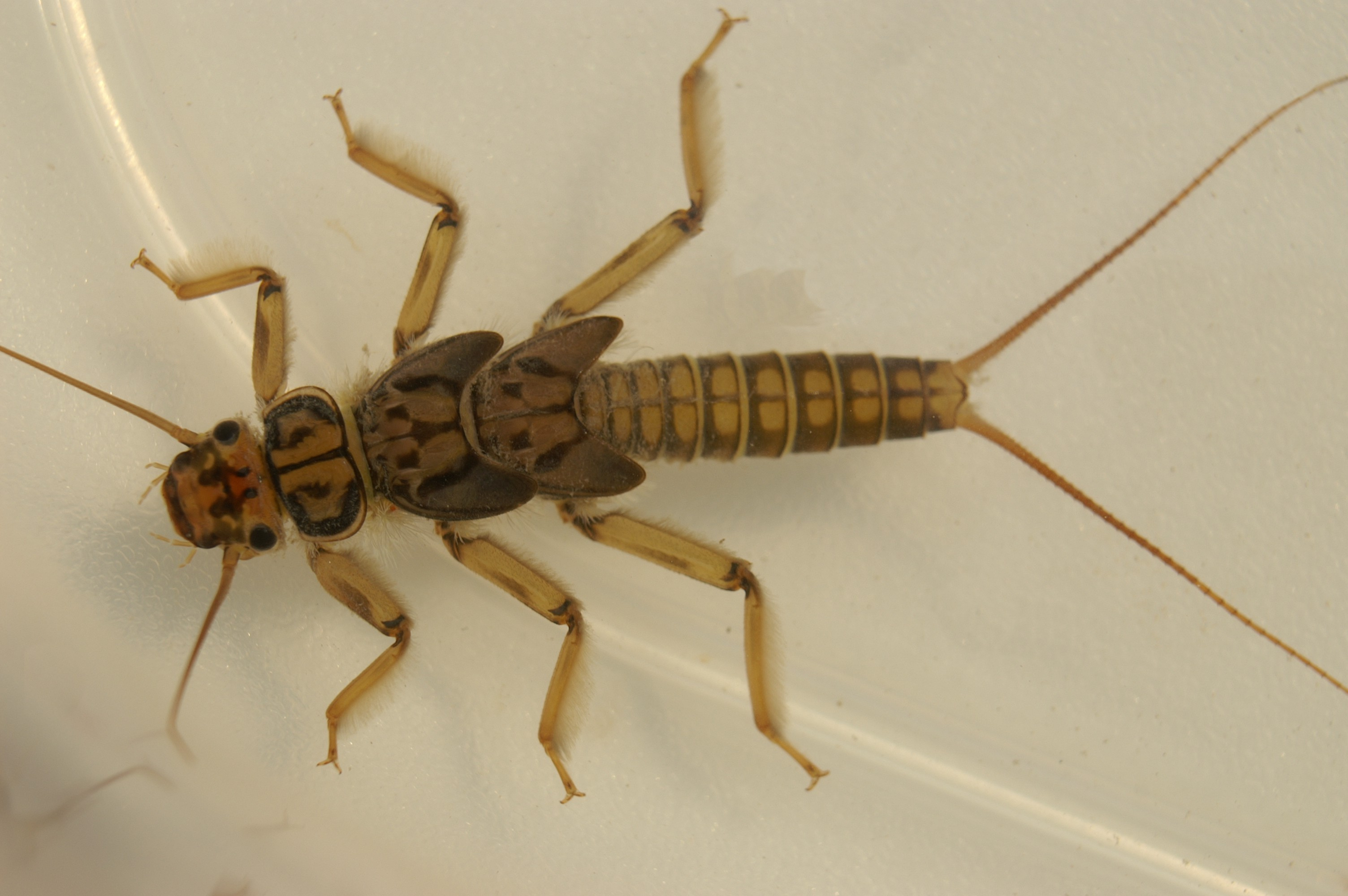
Larvă de plecoptere

Larvele și nimfele sunt acvatice, bentonice, fiind întâlnite mai ales în apele curate și bine oxigenate din zona montană.
Adulții depun ouăle în ape curate. După 6-8 săptămâni de la depunerea ouălor apar larvele, totdeauna acvatice. Larvele sunt la început foarte mici, cresc și năpârlesc de mai multe ori și ajung după un timp oarecare mature, când apar tecile de aripi (pterotecile), și trec în stadiul de larve-nimfe, numite adesea nimfe. Aceste nimfe seamănă și mai bine cu adultul. 
Toate larvele și nimfele de plecoptere au doi cerci lungi, chiar dacă la unii adulți acești cerci sunt reduși sau lipsesc cu totul. Picioarele larvelor sunt prevăzute cu gheare puternice, cu care se țin bine de pietre și rezistă la curentul de apă (adaptare reofilă). Larvele s-au adaptat însă și la înot, prin formarea de franjuri înotătoare la picioare.
Larvele au corpul alungit și sunt turtite dorso-ventral, mult asemănătoare cu adulții prin: antenele și cercii lungi, aparatul bucal adaptat pentru rupt și mestecat deoarece sunt răpitoare etc, dar diferă de adulți prin absența aripilor și prin prezența unor branhii traheene.
Respirația larvelor și a nimfelor este cel mai adesea cutanată (larvele fiind lipsite de branhii), deși unele au stigme care rămân însă întotdeauna închise și nu se deschid decât la adulți. Alte larve prezintă branhiile traheene (traheobranhii) care sunt mici, simple, cel mai adesea fixate pe partea ventrală a toracelui (branhii traheene toracice) și mai rar dedesubtul capului sau pe abdomen la nivelul rectumului (branhii traheene anale). Branhiile, atunci când există, au forma unor tufe de fire subțiri, scurte, care trebuie căutate cu atenție pentru a putea fi văzute.
Larvele se hrănesc cu vegetație acvatică sau cu mici crustacee sau alte larve pe care le găsesc sub pietre sau în vegetația submersă. 
Stadiul larvar poate dura până la trei ani. Larvele năpârlesc de mai multe ori (22 năpârliri la genul Nemura și 38 năpârliri la genul Perla). Ultima năpârlire se are loc în mediu aerian, larvele ieșind din apă și cățărându-se pe vegetația de pe mal. 

## Sistematica
Cele mai primitive plecoptere, protoperlidele, au apărut în permian și au lăsat fosile până în jurasicul inferior (liasic) când au fost înlocuite de euplecoptere.
Ordinul cuprinde peste 2000 de specii de insecte primitive și se subîmparte 2 subordine Arctoperlaria și Antarctoperlaria, în funcție de structura aparatului bucal :
- Subordinul Arctoperlaria

- Infraordinul Euholognatha

- Familia Capniidae
- Familia Leuctridae
- Familia Nemouridae
- Familia Notonemouridae
- Familia Taeniopterygidae
- Familia Scopuridae

- Infraordinul Systellognatha

- Familia Chloroperlidae
- Familia Peltoperlidae
- Familia Perlidae
- Familia Perlodidae
- Familia Pteronarcyidae
- Familia Styloperlidae

- Subordinul Antarctoperlaria (sau Archiperlaria)

- Superfamilia  Eusthenioidea

- Familia Diamphipnoidae
- Familia Eustheniidae

- Superfamilia Leptoperloidea

- Familia Austroperlidae
- Familia Gripopterygidae